# Pompéia (ort)
Pompéia är en ort i Brasilien.   Den ligger i kommunen Pompéia och delstaten São Paulo, i den södra delen av landet, 700 km söder om huvudstaden Brasília. Pompéia ligger 601 meter över havet och antalet invånare är 18 015.
Terrängen runt Pompéia är platt norrut, men söderut är den kuperad. Pompéia ligger uppe på en höjd. Pompéia är det största samhället i trakten.
Omgivningarna runt Pompéia är huvudsakligen savann. Runt Pompéia är det ganska glesbefolkat, med 43 invånare per kvadratkilometer.